# Opluridae
Az Opluridae a hüllők (Reptilia) osztályába a  pikkelyes hüllők (Squamata) rendjébe és a leguánalakúak (Iguania) alrendjébe tartozó család.

2 nem és 7 faj tartozik a családba.

## Rendszerezés
A családba az alábbi nemek és fajok tartoznak
- Chalarodon  (Peters, 1854) – 2 faj
  - Chalarodon madagascariensis
  - Chalarodon steinkampi

- Oplurus (Cuvier, 1829) – 6 faj
  - Cuvier-malgasleguán (Oplurus cuvieri)
  - Nyakörves malgasleguán (Oplurus cyclurus)
  - Oplurus fierinensis
  - Oplurus grandidieri
  - Oplurus quadrimaculatus
  - Oplurus saxicola

## Külső hivatkozások
- Képek az interneten a Hoplocercidae családról